# Xiong Kuang
Xiong Kuang (chinois : 熊狂, est un des premiers souverains connus de l'ancien État chinois qui prendra plus tard le nom d'État de Chu,. Il règne au XIe siècle av. J.-C., au début de la dynastie Zhou, et succède à son père Xiong Li. 
Lorsque Wu Wang, le fondateur de la dynastie Zhou renverse la dynastie Shang, il bénéficie du soutien du souverain du Chu, qui lui fournit des arcs et des flèches . Les archives lacunaires ne permettent pas de savoir si cet événement survient lors du règne de Xiong Kuang ou celui de son père.
Après la mort de Kuang, c'est son fils Xiong Yi qui devient le nouveau souverain du Chu. Par la suite, Yi est anobli par Zhou Chengwang, le second roi de la dynastie Zhou, qui lui attribue le titre héréditaire de zĭ (子), ce qui correspond à peu près à vicomte.